# Geita (region)
Geita  är en av Tanzanias 30 regioner och är belägen vid Victoriasjön i den nordvästra delen av landet. Administrativ huvudort är staden Geita.

## Administrativ indelning
Regionen är indelad i i en stad och fem distrikt:
- Stad
  - Geita (stad)
- Distrikt
  - Bukombe
  - Chato
  - Geita (distrikt)
  - Mbogwe
  - Nyang’wale